# Roger L. Jackson
Roger L. Jackson (Atlanta, 13 juli 1958) is een Amerikaans stemacteur. Hij verzorgde stemrollen in diverse films, series en computerspellen, waaronder Scream, The Powerpuff Girls en Spider-Man: Friend or Foe.

## Filmografie

### Film
- 1996: Mars Attacks!, als vertalingsmachine
- 1996: Scream, als Ghostface
- 1997: Scream 2, als Ghostface
- 1999: Star Wars: Episode I - The Phantom Menace, als Ebe Endocott
- 2000: Scream 3, als Ghostface
- 2000: Titan A.E., als eerste alien
- 2001: Monkeybone, als Arnold the Super Reaper
- 2002: The Powerpuff Girls Movie, als Mojo Jojo
- 2002: The Wild Thornberrys Movie, als Reggie / Thunder
- 2004: Home on the Range, als Tommy the Ox
- 2004: Van Helsing: The London Assignment, als dronken man
- 2004: The Chronicles of Riddick: Dark Fury, als Junner
- 2007: Happily N'Ever After, diverse stemrollen
- 2010: Cats & Dogs: The Revenge of Kitty Galore, als dikke kat
- 2011: Scream 4, als Ghostface
- 2013: Khumba, als Walkie Talkie / Black Eagle
- 2017: Monster Island, als Nicholas
- 2022: Scream, als Ghostface
- 2023: Scream VI, als Ghostface
- 2024: 2 Cracks in the Road, als Ghostface

### Televisie
- 1998-2004: The Powerpuff Girls, als Mojo Jojo / Butch / aanvullende stemmen
- 1999: Celebrity Deathmatch, als Mel Gibson / Groucho Marx
- 2001: The Zeta Project, als Richard
- 2003-2004: JoJo's Bizarre Adventure, als Hol Paard
- 2004: Evil Con Carne, als Mojo Jojo dubbelganger
- 2005-2006: Robot Chicken, als verschillende stemrollen
- 2006: Codename: Kids Next Door, als Clownvader
- 2009-2011: Regular Show, als duistere stem
- 2013: The Legend of Korra, als mannelijke nomade
- 2016-2019: The Powerpuff Girls, als Mojo Jojo / aanvullende stemmen
- 2018: Little Big Awesome, als Mr. Sprinkles / Space Crab / Lamp Post / Tito
- 2019: Scream: Resurrection, als Ghostface
- 2023: Presidents Discord Server, als Ghostface
- 2025: Jellystone!, als Mojo Jojo
- 2025: Devil May Cry, als officier / ondervrager,

### Computerspellen
- 1993: Keio Flying Squadron, als Dr Pon Eho / opa / oma / aanvullende stemmen
- 1994: King's Quest VII, als Cuddles / Kangaroo Rat / aanvullende stemmen
- 1996: Keio Flying Squadron 2, als Dr Pon Eho / opa / oma / aanvullende stemmen
- 1996: Star Trek: Deep Space Nine: Harbinger, als Scythians
- 1996: The Lost Files of Sherlock Holmes: The Case of the Rose Tattoo, als Dr. Watson / Professor Moriarty
- 1997: Read Rabbit Kindergarten, als Spike
- 1998: Clock Tower II: The Struggle Within, als Bates
- 1999: Tiger Woods '99, als aankondiger
- 1999: Star Wars: Episode I: Racer, als Ark "Bumpy" Roose / Ebe Endocott
- 2000: American McGee's Alice, als The Cheshire Cat / The Mad Hatter / Bill McGill / aanvullende stemmen
- 2000: Baldur's Gate II: Shadows of Amn, als Keldorn
- 2000: Jet Set Radio, als aanvullende stemmen
- 2001: Zone of the Enders, als Nohman / Axe
- 2001: Final Fantasy X, als Maester Wen Kinoc
- 2002: Star Wars Racer Revenge, als Kraid Nemmeso
- 2002: Star Wars: Jedi Starfighter, als kapitein Orsai / Generic Toth / aanvullende stemmen
- 2002: Star Trek: Starfleet Command III, als aanvullende stemmen
- 2002: Shinobi, als Hiruko Ubusuna
- 2002: Superman: The Man of Steel, als Metallo
- 2003: Zone of the Enders: The 2nd Runner, als Nohman
- 2003: Cyber Troopers Virtual-On Marz, als verteller
- 2004: Galleon, als Rhama Sabrier
- 2004: The Sims 2, als oudere mannelijke Sim
- 2004: Star Wars: Knights of the Old Republic II: The Sith Lords, als aanvullende stemmen
- 2005: Star Wars: Republic Commando, als Clone Trooper luitenant / aanvullende stemmen
- 2005: Jade Empire, als Lord Yun
- 2005: Rogue Galaxy, als Burton Willis
- 2005: Yakuza, als Shintaro Fuma
- 2006: Baten Kaitos Origins, als Verus
- 2006: The Lord of the Rings: The Battle for Middle-earth II, als Grima Wormtongue / Mond van Sauron
- 2006: Final Fantasy XII, als Emperor Gramis Gana Solidor
- 2006: Bone: The Great Cow Race, als Alvie
- 2006: Phantasy Star Universe, als Do Vol
- 2007: MySims, als Sim
- 2007: Spider-Man: Friend or Foe, als Norman Osborn / Green Goblin / Dr. Curt Connors
- 2007: Nights: Journey of Dreams, als Wizeman
- 2008: Star Wars: The Force Unleashed, als dode Star-technicus
- 2008: Spider-Man: Web of Shadows, als Miscellaneous
- 2008: MySims Kingdom, als aanvullende stemmen
- 2009: Cartoon Network Universe: FusionFall, als Mojo Jojo
- 2009: MySims Agents, als Sim
- 2010: Mass Effect 2, als Harkin / Dr. Chandana / aanvullende stemmen
- 2010: Iron Man 2, als A.I.M. soldaten / S.H.I.E.L.D. agenten
- 2010: Star Wars: The Force Unleashed II, als stormtrooper / aanvullende stemmen
- 2010-2011: Back to the Future: The Game, als Cueball Donnely / Erhardt Brown / aanvullende stemmen
- 2011: Alice: Madness Returns, als The Cheshire Cat / The Mad Hatter / aanvullende stemmen
- 2011: Star Wars: The Old Republic, als Sel-Makor / Madaga-Ru / aanvullende stemmen
- 2012: Mass Effect 3, als engineer Adams / Urdnot Wreav / aanvullende stemmen
- 2012: The Walking Dead, als Chuck / Logan / Stranger
- 2013: The Wolf Among Us, als Ichabod Crane
- 2014: The Lego Movie Videogame, als aanvullende stemmen
- 2014: Middle-earth: Shadow of Mordor, als Saruman the White
- 2015: LEGO Dimensions, als Saruman, Mojo Jojo
- 2015: Fallout 4, als Lawrence Higgs
- 2016: Dishonored 2, als Anton Sokolov
- 2017: Minecraft: Story Mode, als witte pompoen / aanvullende stemmen
- 2018: Red Dead Redemption 2, als lokale voetgangersbevolking
- 2021: Call of Duty: Black Ops Cold War, als Ghostface
- 2021: Call of Duty: Warzone, als Ghostface
- 2023: Dead Space, als wezen
- 2023: Starfield, als Samund Berg-Ramirez
- 2023: Mortal Kombat 1, als Ghostface
- 2024: Alone in the Dark, als MacCarfey en radiostem
- 2024: MultiVersus, als Mojo Jojo
- 2024: Mortal Kombat 1 Khaos Reigns, als Ghostface
- 2024: The Holy Gosh Darn, als Samuel Welthenburg jr.
- 2024: Skydance's Behemoth, als Trapper